# りんたろー。
りんたろー。（1986年〈昭和61年〉3月6日 - ）は、日本のお笑いタレント。お笑いコンビ・EXITのツッコミ担当。相方は兼近大樹。立ち位置は向かって左。
本名は中島 臨太朗（なかじま りんたろう）。
静岡県浜北市出身（現・浜松市浜名区）。吉本興業（東京本社）所属。身長180 cm、血液型A型。妻はタレントの本郷杏奈。

## 来歴
浜松市立内野小学校、浜松市立浜名中学校、静岡北高等学校、浜松大学卒業。
2008年4月、東京NSCに14期生として入所。2011年に同期の北見寛明と「ベイビーギャング」を結成。当時の芸名は「りんたろー」で、2013年にはフジテレビ『バチバチエレキテる』にコンビでレギュラー出演していたが、2016年に相方の北見が無免許運転で逮捕されていたことが発覚。北見は4月付で吉本を解雇され、その際には相方の情状証人として出廷していた中島(りんたろー)も落ち着くまでは活動中止と吉本から言い渡された。
同年8月13日、りんたろーの活動再開と改名が報じられ、8月19日に本人がツイッターにて謝罪と活動再開を報告し、「りんたろー。」に改名した。ピン芸人として、漫談をした。その後、「ぷりずん。」を解散した兼近大樹にM-1グランプリ2017に出場するための仮コンビに誘われ、「SCANDAL」のコンビ名で3回戦に進出。この好成績を受けて、2017年12月22日に正式なコンビ「EXIT」を結成した。
2022年、24時間テレビ 「愛は地球を救う」に相方の兼近大樹のサポートで出演。
2022年11月11日、自身初となる著書『自分を大切にする練習　コンプレックスだらけだった僕が変われたすべてのこと』を出版した。

## 人物
- 小学2年生から大学4年までの14年間はサッカーをしていた（ポジションはゴールキーパー）[4][8]。小学2年から6年まで浜北キッカーズFCに所属。中学時代はHonda FCのジュニアユースに在籍した[4]。静岡北高校でも浜松大学でもサッカー部に所属。プロサッカー選手を希望していたが、大学4年の時のプロテストのケガが元でサッカーを断念。その後、東京NSC（お笑い芸人養成学校）に入学した[9][10]。
- 名古屋グランパスの監督の長谷川健太はりんたろー。が浜松大学サッカー部に在籍当時の監督であり[11]、りんたろー。は長谷川を恩師だと感じている。
- EXITとしての活動が軌道に乗るまでは老人ホームの介護アルバイトをしていた。また、老人ホームの業務は自身に向いていたこともあり、その職場で学んだことも今の自分の糧になっていると話している[12]。
- 紫外線アレルギーと金属アレルギーを持つ[13]。
- 2016年、北見の無免許運転に関して、情状証人として出廷しながら、その事実を所属事務所に報告していなかったというミスをしていたため、所属事務所から会社が落ち着くまで謹慎処分を下された[14]。
- お酒は好きだが、強くはない。飲むのはテキーラではなく、ハイボールが多い。
- IQOS ILUMA ONE TEREAヒートスティックメンソールを吸っている。タバコの吸い始めは27歳と遅い。
- 2020年12月10日、浜松市やらまいか大使に就任した[2]。
- 2022年2月、本郷杏奈と結婚を前提に交際していると『週刊文春』に報じられた[15][16]。8月20日、本郷と近く結婚と報じられる[17]。この時は報道を否定したが[18]、3日後の8月23日に本郷と結婚[19]。同日、EXITのファンクラブサイトで正式に発表した[19]。
- 2023年6月24日、妻の本郷杏奈が第1子妊娠を発表[20]。同年11月25日、自身のインスタグラムで、妻が第1子を出産したことを報告した[21]。
- 母親は北海道紋別市の出身で[22]、祖父は紋別市議会議員を務めた。さらに、妻の本郷杏奈も同江別市出身である。従って、りんたろー。の母親と祖父は相方の兼近とは同郷の先輩に当たる[23]と同時にりんたろー。の妻も兼近にとって同郷の後輩にあたる。

## 出演

### テレビ
- 平畠蹴球団（テレビ静岡、2015年10月 - 12月）
- JOYのASOBU-TV JOYnt!（群馬テレビ、2016年 - ） JOY率いるFCゴーストのメンバーでもある
- ラブ!!Jリーグ（テレビ朝日、2022年4月2日 - ） - MC[24]
- しずおか びっくりTV（静岡放送）- びっくりハンターとして不定期出演。
- すくすく子育て（2024年4月6日 - 、NHK Eテレ） - MC

### ドラマ
- 監察医 朝顔 第2シリーズ 第16話 - 最終話（2021年3月1日 - 22日、フジテレビ） - 北村力也 役
- 死神さん 第3話（Hulu、2021年10月1日） - 榎田悟 役[25]

### 映画
- Gメン（2023年8月25日） - 薙竜二 役[26][27]

### 舞台
- BOOK ACT「芸人交換日記」（2020年1月8日） - 甲本 役[28]

## タイトル

### クラブ（サッカー選手時代）
浜松大学
- 静岡県サッカー選手権大会：1回（2005年）

### 芸人
- よしもと男前ブサイクランキング2019

男前 5位 11217票獲得

ブサイク 2位 32617票獲得(2019年）
- 東京ネイルエキスポ ONLINE 2020『ネイルクイーン2020』メンズ部門（2020年）[30]